# Oscar za najbolji animirani film
Oscar za najbolji animirani film (eng. Academy Award for Best Animated Feature) dodjeljuje se svake godine od 2001., a dodjeljuje se svake godine u kojoj postoji barem osam dugometražnih animiranih filmova koji zadovoljavaju kriterije za nominaciju. Ako ih je između osam i petnaest, dodjeljuje se u konkurenciji od tri filma, a ako ih je šesnaest ili više, konkurencija broji pet filmova (dosad se to dogodilo samo 2002. godine).

## Popis dobitnika
- 2023.: Dječak i čaplja
  - Nimona
  - Spider-Man: Putovanje kroz Spider-svijet
  - Moj prijatelj robot
  - Elementi

- 2022.: Guillermo del Toro's Pinokio
  - Školjkica Marcel u cipelicama
  - Mačak u čižmama: Posljednja želja
  - Morska neman
  - Crvena panda

- 2021.: Encanto: Naš čarobni svijet
  - Flee
  - Luca
  - Obitelj Mitchell protiv strojeva
  - Raya i posljednji zmaj

- 2020.: Duša
  - Naprijed
  - Do Mjeseca i natrag
  - Janko Strižić Film: Farmageddon
  - Wolfwalkers

- 2019.: Priča o igračkama 4
  - Kako izdresirati zmaja 3
  - I Lost My Body
  - Klaus
  - Gospodin Link - U potrazi za skrivenim gradom

- 2018.: Spider-Man: Novi svijet
  - Izbavitelji 2
  - Otok pasa
  - Mirai
  - Ralph ruši internet: Krš i lom 2

- 2017.: Coco i velika tajna
  - Mali šef
  - The Breadwinner
  - Ferdinand
  - Loving Vincent

- 2016.: Zootropola
  - Kubo i čarobni mač
  - Moana
  - My Life as a Courgette
  - The Red Turtle

- 2015.: Izvrnuto obrnuto
  - Anomalisa
  - Boy and the World
  - Janko Strižić Film
  - When Marnie Was There

- 2014.: Ekipa za 6
  - Trolovi iz kutija
  - Kako izdresirati zmaja 2
  - Song of the Sea
  - The Tale of the Princess Kaguya

- 2013.: Snježno kraljevstvo
  - Croods
  - Gru na supertajnom zadatku
  - Ernest & Célestine
  - The Wind Rises

- 2012.: Merida hrabra
  - Moje najdraže čudovište
  - ParaNorman
  - Pirati! Banda nepoželjnih
  - Krš i lom

- 2011.: Rango
  - Život jednog mačka
  - Chico i Rita
  - Kung Fu Panda 2
  - Mačak u čizmama

- 2010.: Priča o igračkama 3
  - Kako izdresirati zmaja
  - Iluzionist

- 2009.: Nebesa
  - Corraline
  - Fantastični gospodin Lisac
  - Princeza i žabac
  - The Secret of Kells

- 2008.: WALL-E
  - Grom
  - Kung Fu Panda

- 2007.: Juhu-hu
  - Perzepolis
  - Divlji valovi
  - Osmjehni se i kreni! i čađa s dva Plamenika

- 2006.: Happy Feet: Ples malog pingvina
  - Auti
  - Kuća monstrum

- 2005.: Velika povrtna zavjera
  - Leteći dvorac
  - Mrtva mladenka Tima Burtona

- 2004.: Izbavitelji
  - Riba ribi grize rep
  - Shrek 2

- 2003.: Potraga za Nemom
  - Brother Bear
  - The Triplets of Belleville

- 2002.: Avanture male Chihiro
  - Ledeno doba
  - Lilo i Stitch
  - Spirit: Stallion of the Cimarron
  - Planet s blagom

- 2001.: Shrek
  - Jimmy Neutron
  - Čudovišta iz ormara

- 1962. Dušan Vukotić za kratki animirani film Surogat[1]

## Povezane teme
- animirani film
- Oscar